# Futbol'nyj Klub Chimik-Arsenal
Il Chimik-Arsenal, ufficialmente Futbol'nyj Klub Chimik-Arsenal (in russo Футбольный Kлуб Химик-Арсенал?), è una società calcistica russa con sede nella città di Novomoskovsk.
Fondato nel 1954, dal 2019 è la formazione riserve dell'Arsenal Tula.

## Storia
Fondato nel 1954 col nome Šachter, dal 1962 cambiò nome in Chimik (nello stesso anno la città allora nota come Stalinogorsk fu rinominata Novomoskovsk).
Giocò fin da subitò in Klass B, la seconda serie del campionato sovietico di calcio. Vi rimase fino al 1962: al termine di tale stagione, infatti, la Klass B divenne la terza categoria. Al termine della stagione 1969 andò incontro ad una retrocessione analoga: la Klass B divenne infatti la quarta serie. Appena un anno più tardi, con l'abrogazione della quarta serie, fu collocato in terza serie, dove rimase fino al 1979 quando finì penultima nel Girone 3.
In epoca sovietica è da sottolineare il cammino in Kubok SSSR 1961, quando riuscì ad arrivare fino ai quarti di finale, eliminando la Dinamo Mosca.
Nel 1993 cambiò nome in Don partecipando per la prima volta alla terza serie del campionato russo di calcio: finì però ultimo nel Girone 3 di Vtoraja liga 1993, retrocedendo nella neonata Tret'ja Liga. Grazie alla vittoria del Girone 3 del 1995, risalì in terza serie, rimanendovi fino al 2007, stagione in cui finì ultimo nel Girone Centro, retrocedendo tra i dilettanti.
Nel 2010 ritrovò la storica denominazione di Chimik e nel 2017 tornò tra i professionisti; dopo due stagioni in terza serie divenne succursale dell'Arsenal Tula, cambiando nome in Chimik-Arsenal.

## Palmarès
- Tret'ja Liga

1995 (Girone 3)